# Đạm váng sữa

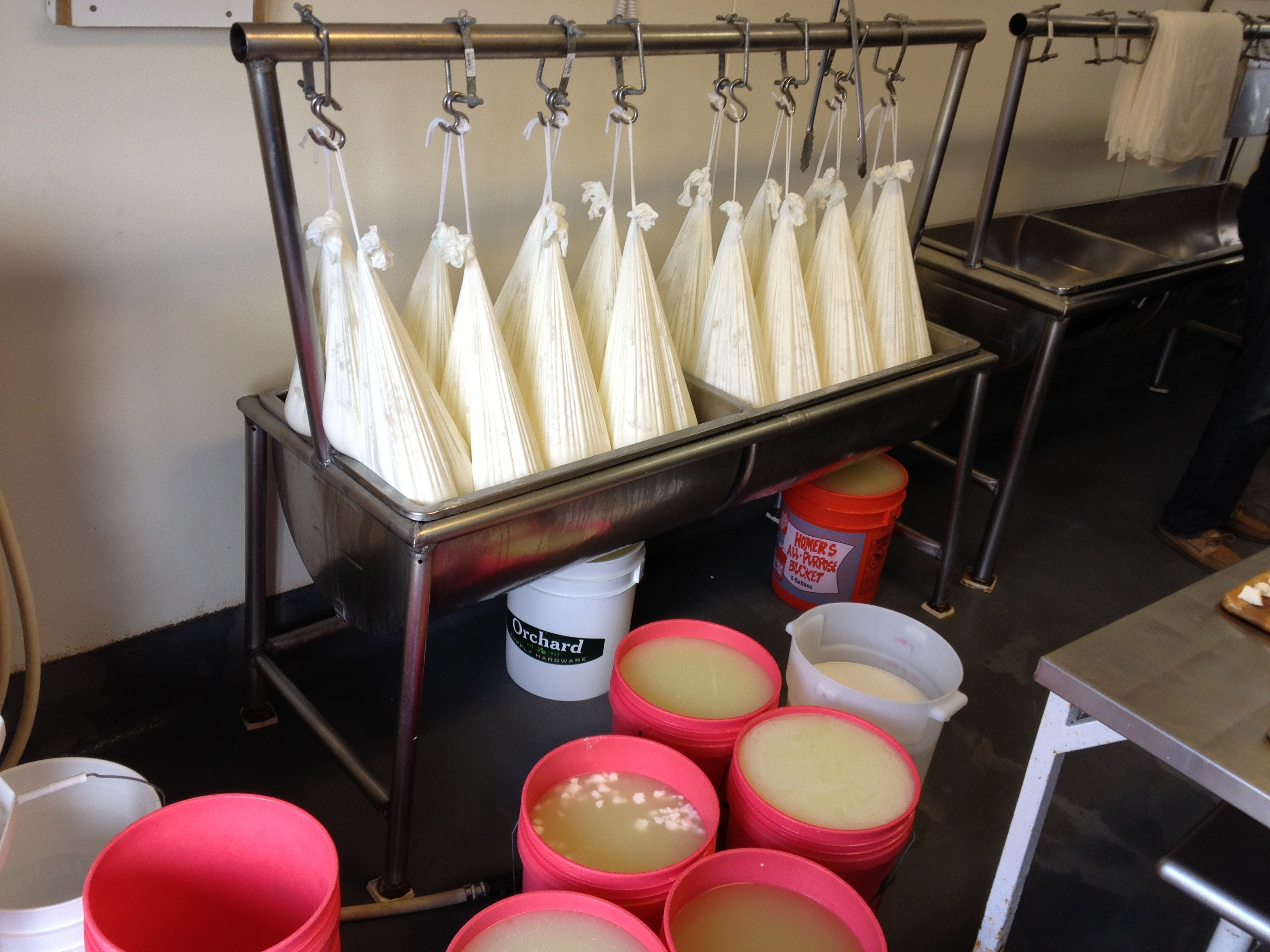
Sản xuất các chế phẩm từ váng sữa

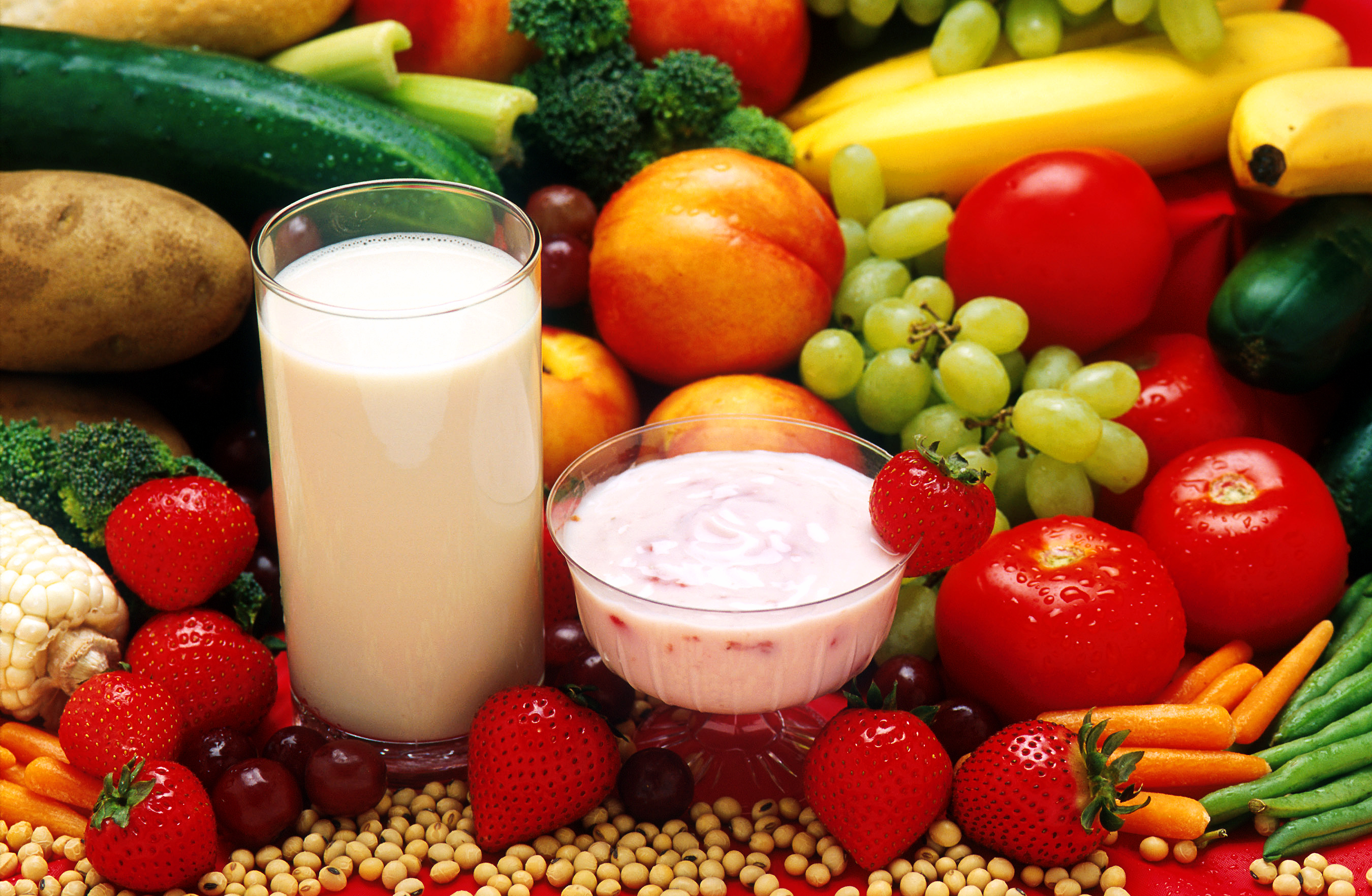
Váng sữa đậu nành

Đạm từ váng sữa (tiếng Anh: whey protein) là một thành phần hỗn hợp có nguồn gốc từ sữa. Đạm váng sữa được chiết xuất trong quá trình sản xuất phô mai từ sữa. Nó chứa trong các loại thực phẩm khác nhau như thịt, cá, bò, gà hay các sản phẩm như trứng, phô mai, đậu nành cũng có 1 lượng lớn Đạm.
Đạm này có giá trị cao nhất trong việc cung cấp chuỗi amino acid - amino acid có kết quả xây dựng và duy trì tế bào cơ, rất tốt cho người tập thể hình. Whey protein thường được bán trên thị trường và tiêu dùng như là thức ăn bổ sung. Các loại Amino Acid có trong Whey Protein được kết hợp tốt để mang đến hoạt động tối ưu cho cơ thể, các phản ứng của Hormon và tế bào được nâng cao với sự bổ sung của Whey Protein. Whey Protein cũng đóng vai trò như 1 chất chống Oxy hóa giúp duy trì hệ thống miễn dịch khỏe mạnh.
Đây là loại protein được lựa chọn phổ biến nhất trong các phòng tập thể dục bởi các huấn luyện viên. Các thành phần tự nhiên mang lại lợi ích cho các vận động viên vì chất lượng của nó. Chất tăng cường hương vị khác nhau cũng được sử dụng để làm phong phú thêm hương vị của nó mà làm tăng thêm nhu cầu của những người sử dụng. Một chức năng quan trọng của nó là tăng cường hệ thống miễn dịch trong một số cách được các huẫn luyện viên kỳ cựu khuyên dùng. Loại này là có sẵn trong hai giống khác nhau được thảo luận dưới đây:
Whey protein thường được bán trên thị trường như một loại thực phẩm bổ sung cho chế độ ăn uống, và đã có nhiều tuyên bố khác nhau về tác dụng của đạm whey đối với sức khỏe. Một đánh giá được xuất bản vào năm 2010 trên Tạp chí Cơ quan An toàn Thực phẩm Châu Âu kết luận rằng các tài liệu được cung cấp không hỗ trợ đầy đủ cho các tuyên bố này.  Đối với sự phát triển cơ bắp, whey protein đã được chứng minh là tốt hơn một chút so với các loại protein khác, chẳng hạn như casein hoặc đậu nành.

## Dạng cô đặc
Đó là một lựa chọn kinh tế nếu chúng ta nhìn vào mỗi gram lượng protein. Đó là lý tưởng cho những người nhạy cảm với lactose do mức lactose thấp hơn đáng kể của nó. Nó có một số lượng nhỏ của carbs và chất béo trong đó duy trì lượng chất dinh dưỡng tổng thể của bạn. Những tất cả những lý do làm cho nó sự lựa chọn chung được ưa thích nhất của hai loại protein.

## Dạng tách ly
Nói một cách ngắn gọn whey protein isolate là một sản phẩm whey cao cấp được sản xuất trong quá trình lọc rất kỹ. Trong quá trình lọc này được loại bỏ chất béo và đường ra. Sữa bột protein isolate 90% là protein và rất ít chất béo và carbohydrate. Ưu điểm: Tất cả những sản phẩm whey isolate rất phù hợp cho những người sử dụng không dung nạp lactose.